# 佛羅里達 (密蘇里州)
佛羅里達（英語：Florida）是位於美國密蘇里州門羅縣的村。

## 人口
根據2020年美國人口普查的數據，佛羅里達的面積為0.27平方千米，皆為陸地。當地共有人口5人，而人口密度為每平方千米19人。